# The Couple
The Couple (с англ. Пара) — российский поп-рок-дуэт вокалиста и продюсера Дмитрия Васильева и вокалистки Екатерины Чернявской, основанный в 2004 году в Новокузнецке (до 2007 года вокалисткой в дуэте была Диана Кедрина). По состоянию на 2013 год коллектив выпустил три полных альбома: «Лёгкое дыхание», «Оранжевое солнце» и «Апокалипсис любви», альбом «Оранжевое солнце» переиздан с акустическими версиями некоторых композиций. В 2006 году группа записала несколько саундтреков для фильма «Сдвиг».

## История
Альбом «Лёгкое дыхание» вышел в 2005 году на лейбле «Союз», саунд-продюсер альбома — Леонид Гревнов. Заглавная песня альбома — «Лёгкое дыхание» — завезённая кем-то из слушателей-россиян на Лазурный берег, стала известна во Франции: в феврале 2006 года по версии французского парфюмерного дома «Молинар», группа Couple стала «русским открытием года». Режиссёром Владимиром Янковским сняты клипы на песни «Лёгкое дыхание», «Листья» и «Багамы», режиссёр Евгений Карпинский снял клип на песню «Сказка»,
Релиз альбома «Оранжевое солнце» состоялся в 2006 году на студии «Союз», саунд-продюсеры альбома — Александр Иванов и Александр Яковлев. Все песни, вошедшие в компиляцию альбома, записаны в тесном сотрудничестве с Денисом Майдановым. Композиция «Оранжевое солнце» стала одной из самых ротируемых у коллектива, вошла в категорию «золотые хиты» на «Русском радио». На песни альбома сняты три клипа: «Сдвиг», «Оранжевое солнце» (режиссёр Андрей Новоселов) и «Вечная любовь» (исполнена с Майдановым, режиссёр: Владимир Кильбург). Альбом был переиздан в 2007 году.
В 2007 году в связи со сменой солистки (Кедрину сменила Чернявская) была выпущена обновлённая версия альбома «Оранжевое солнце», по содержанию альбом остался прежним, но добавлена акустическая версия песни «Оранжевое солнце», в целом изменилось звучание, ставшее более энергичным. А в июле 2008 года Дмитрий Васильев и DJ Fisun выпустили на песню «Оранжевое солнце» танцевальный ремикс.
В 2010 году на студии «Союз» продюсером Владимиром Матецким и саунд-продюсером Леонидом Гуткиным выпущен альбом «Апокалипсис любви». Авторами композиций альбома стали Йорген Элуфссон (швед. Jörgen Elofsson) — автор хитов You drive me (Crazy) Бритни Спирс и The Greatest Reward Селин Дион, Пер Астрём (Per Astrom, Харри Соммердал (Harry Sommerdahl), Микко Тамминен (Mikko Tamminen), Паула Весала (Paula Vesala), Марк Моцарт (Marc Mozart), Нил Этэйл (Neil Athale), Эмма Роэн (Emma Rohan), Джез Ашхёрст (Jez Ashhurst), Петра Цметич (Petra Cmetic), Альберт Колер (Albert Koler), несколько песен написано Васильевым в соавторстве с Майдановым, Матецким и Гуткиным. Запись большей части материала произведена в стокгольмской студии Bauman Audio Media. В 2012 году в Санкт-Петербурге The Couple получили Золотой Граммофон за композицию "Дым" из альбома «Апокалипсис любви» .

## Дискография
- «Лёгкое дыхание» (2005):

01. Лёгкое дыхание
02. Листья
03. Облако-Рай
04. Багамы
05. Давай поспорим на любовь
06. Ласточка
07. Люби меня
08. Мальвина
09. Ночной Париж
10. Русская даль
11. Сказка
12. Там остались они
13. Жига-жига
14. Лёгкое дыхание (Remix)
15. Облако-Рай (Remix)
- «Оранжевое солнце» (2006):

01. Оранжевое солнце
02. Сорок восемь часов
03. На краю земли
04. Лети в моё сердце
05. Переходный возраст
06. Я тебя никому не отдам
07. Стриптиз
08. Вечная любовь
09. Небо №7
10. Горы
11. Время-наркотик
12. Сдвиг
13. Оранжевое солнце (Ремикс Zoloto FM)
14. Стриптиз (Ремикс Albert Koler Mix)
- «Апокалипсис любви» (2010):

01. Эхо тишины
02. Апокалипсис любви
03. На остановках
04. Километры любви
05. Аллилуйя
06. Ну и что ж
07. Новый герой
08. Дым
09. Осень
10. Постой, любовь
11. Васильевский остров
12. Самолёты-поезда
Bonus Tracks:
13. Постой, любовь (Radio Edit)
14. Нежно так

## Видеография[1]
- Оранжевое солнце
- Сдвиг
- Лёгкое дыхание